# Acte administratif
L'acte administratif est un acte juridique fait dans le cadre de l'administration et dans un but d'intérêt général.
On distingue deux types d'actes administratifs :
- l'acte administratif unilatéral
- le contrat administratif

## La notion d'acte administratif

### La notion formelle
Selon la conception formelle, l'acte administratif est celui qui émane d'un organe administratif. Mais, un contrat conclu entre une autorité publique et une personne privée n'est pas forcément un acte administratif.
Cette notion impose de définir l'organe administratif notamment par rapport aux organes législatifs et juridictionnels. Elle impose également de le distinguer des organes privés.

### La notion matérielle
Matériellement, l'acte administratif peut être un acte individuel ou un acte réglementaire. La distinction ne se fait pas sur le nombre de destinataires mais sur la désignation nominative ou non de ceux-ci. Un acte administratif peut être individuel si les destinataires de ce dernier sont déterminés, identifiables, il peut être aussi réglementaire s'il est de portée générale et impersonnelle ou concerne une catégorie de personnes définie de façon globale.
Il existe également une catégorie mixte d'actes, appelée « actes non réglementaires non créateurs de droits » ou encore « décisions d'espèce » par le Conseil d'État français, qui désigne l'ensemble des actes délimitant un périmètre au sein duquel a vocation à s'appliquer un régime juridique spécial (circonscription territoriale, déclaration d'utilité publique, par exemple).

### La notion positiviste
La conception positiviste ne fait que constater quels actes sont contrôlés par le juge administratif. L’acte administratif est au cœur de la construction du droit administratif. Maurice Hauriou disait en 1902 que « l’administration elle-même s’est pliée à ce que toutes ses opérations fussent décomposées en des actes produisant des effets juridiques qui puissent être attaqués dans certains délais ». À partir du moment où il crée des normes, l’acte est soumis au contrôle du juge.
L’acte administratif traduit l’idée de puissance publique mais aussi de prérogatives de puissance publique qui justifie la compétence du juge administratif et ainsi son contrôle. Si l’administration dispose d’un pouvoir important, une supériorité envers l’administré, le juge doit l’atténuer par son contrôle.

## Motivation des actes administratifs
En Belgique, La loi du 29 juillet 1991 concernant la motivation formelle des actes administratifs a profondément modifié la pratique des autorités administratives et concerne l'ensemble des services publics.
En France, la loi du 11 juillet 1979, qui s’inscrit dans un ensemble de mesures d’amélioration des relations des usagers avec l’Administration, s’est efforcée de trouver un équilibre entre la recherche de la transparence et le risque d’un formalisme accru. Le bilan dressé des cinq années d’application de la loi souligne que les dispositions relatives au contenu et à la forme de la motivation posent peu de difficultés. La clarté de la loi, l’apport de la jurisprudence administrative et l’assimilation par les administrations de cette technique ont permis d’assurer, quand elle est requise, une motivation de qualité. Si une refonte de la loi est donc exclue, son actualisation apparaît nécessaire,(Voir aussi le site du Conseil d'État).

## Le principe de légalité
Dans un État de droit, les actes émanant de l'administration (Acte administratif unilatéral et contrat administratif) sont tenus de respecter la légalité, c'est-à-dire qu'ils doivent être conforme à l'ensemble des règles de droit formant le bloc de légalité. Il se fonde sur des sources très diverses et hiérarchisées. Ces actes de l'administration doivent se conformer aux normes qui leur sont supérieures (Légalité stricte), ou parfois être simplement compatibles avec ces dernières (Légalité souple).
Le principe de légalité est mis en œuvre par différents mécanismes et est sanctionné par les juges administratifs et judiciaires. Il comporte cependant des limites, notamment par le maintien d'une part de pouvoir discrétionnaire, par les circonstances exceptionnelles et par les actes de gouvernement.

## Les actes administratifs unilatéraux
L'acte administratif unilatéral est l'acte que prend l'administration en créant des droits et des obligations à l'égard des administrés. Il se distingue du contrat qui, lui, est fondé sur l'accord des deux parties.
L'acte administratif unilatéral possède une  présomption de légalité, c'est-à-dire qu'elle vient dispenser l'administration de l'autorisation préalable du pouvoir judiciaire avant la mise en œuvre des actes qu'elle entreprend ; mais aussi du « privilège du préalable » qui impose aux destinataires de l'acte administratif de s'y conformer, même s'ils souhaitent le contester devant un tribunal administratif ou font un recours pour excès de pouvoir.
C'est un mode d’action unilatérale de l’administration. C’est l’incarnation de la puissance publique.
L’administration n’a en principe pas de choix dans son mode d’action, l’utilisation de ces outils est dictée par des textes. Les textes obligent l’administration à agir par acte administratif : elle n’a pas le choix.

## Les contrats administratifs
C'est un certain type de contrat conclu en principe par au moins une personne publique et qui relève du juge administratif.
Les contrats administratifs sont des contrats passés par l'administration. Ils sont soumis à un régime particulier et non au régime de droit commun habituellement appliqué aux contrats.
Pour qualifier un contrat d'administratif il y a d'abord un critère organique c'est-à-dire analyser le statut des contractants. Pour qu’un contrat soit administratif il faut qu’une personne publique soit partie au contrat.
De là, trois situations peuvent se présenter. Ainsi, il y a d’abord les contrats ou une seule des parties est une personne publique. Lorsque le contrat est noué entre deux personnes publiques, celui-ci est affecté d’une présomption d’administrativité. Enfin, les contrats conclus entre deux personnes privées sont en principe de droit privé, mais le juge admet des exceptions à cette règle si elles agissent «pour le compte » d'une personne publique.
Il y a ensuite un critère matériel, selon le sujet sur lequel porte le contrat il peut être qualifié de contrat administratif. C'est le cas en premier avec la clause exorbitante de droit commun, les personnes publics peuvent se comporter comme des personnes privés et donc il n’y a pas lieu de leur attribuer un régime particulier mais si le contrat contient une clause qui sort de la normalité alors il peut être qualifié d'administratifs. Le second cas est la notion de service public.
Voir Contrat administratif.